# Akiko Takeshita
Akiko Takeshita (竹下 明子?; Tokyo, 6 giugno 1959) è un'attrice giapponese.
Ha partecipato in qualche film, a partire dal 2003 con Lost in Translation - L'amore tradotto, ma ha poi interrotto l'attività nel 2010.
Ha sposato l'attore Hideki Noda nel 1986 ed hanno divorziato l'anno dopo.

## Filmografia parziale
- Lost in Translation - L'amore tradotto (2003)